# Borr
Borr o Burr (talvolta reperibile nella forma anglicizzate di Bor e Bur) è un personaggio della mitologia norrena, più precisamente era il figlio di Búri e padre di Odino, Víli e Vé.
È citato nella prima parte dell'Edda in prosa di Snorri Sturluson: il Gylfaginning, al canto VI:
(Snorri Sturluson - Edda in prosa - Gylfaginning VI)
Dopo questa citazione, non si ritrova più il nome di Borr nell'Edda in prosa. Nella poesia scaldica e nell'Edda poetica Odino è spesso definito col kenning di "figlio di Borr" ma non si aggiunge nient'altro sul padre.
Proprio per questa mancanza di informazioni il ruolo di Borr nella mitologia non è molto chiaro e non è certo che venisse venerato come una divinità.

## Teorie ed interpretazioni
Il ruolo di Borr nella mitologia norrena non è chiaro. Lo studioso del XIX secolo Jacob Grimm propose di identificare Borr con Manno come descritto in De origine et situ Germanorum di Tacito sulla base delle loro funzioni nella teogonia germanica.
Sempre nel XIX secolo lo studioso ed archeologo Finnur Magnússon ipotizzò che Borr fosse "inteso a significare [...] la prima montagna o catena montuosa, origine dei padri della nostra razza, che emerse dalle acque nella stessa regione dove la prima terra fece la sua apparizione. Questi monti probabilmente erano il Caucaso, detti in persiano Borz (il genitivo in norreno antico di Borr). La moglie di Borr, Bestla, figlia del gigante Bölthorn (spina calamitosa), potrebbe essere potenzialmente la massa di ghiaccio che si forma sulle sommità dei monti.". Nel suo Lexicon Mythologicum, pubblicato quattro anni dopo, modificò la sua teoria ipotizzando che Borr simbolizzasse la terra e Bestla l'oceano, i quali generarono Odino quale "spirito della terra" o la "grande anima del suolo" (spiritus mundi nostri; terrae magna anima, aëris et aurae numen), mentre Víli (Hœnir), quale la "luce celeste" (lux, imprimis coelestis) e Vé (Lóðurr) quale "fuoco" (ignis, vel elementalis vel proprie sic dictus).
L'etimologia dei termini Borr e Bestla proposta da Finnur Magnússon fu ripresa dalle teorie storiciste sulla effettiva provenienza degli Æsir dalle terre caucasiche.